# Wolfgang Hering (Musiker)
Wolfgang Hering (geb. 23. Oktober 1954 in Mainz) ist ein deutscher Musiker, Komponist, Produzent, Publizist und Autor von Kinderliedern und Fachliteratur sowie Seminar- und Fortbildungsleiter und -anbieter von musikpädagogischen Seminaren und Fortbildungen.

## Leben
Hering begann seine Musiktätigkeit in frühester Kindheit im Folk-Club Mainz und hat Auftritte seit seinem 18. Lebensjahr.
Er absolvierte das Studium der Erziehungswissenschaften mit den Nebenfächern Psychologie, Soziologie und Europäische Ethnologie an der Philipps-Universität Marburg mit den Studienschwerpunkten Sozialpädagogik, Medien- und Kulturarbeit.
Ab 1979 war er hauptberuflich Jugendpfleger und Bildungsreferent bei der Stadt Wiesbaden und dem Kreis Groß-Gerau.
Seit 1994 ist er freiberuflich als Kinderliedermacher und Buchautor tätig und gibt Solo-Konzerte und Konzerte mit seiner Gruppe Trio Kunterbunt sowie Seminare und Gastspiele an deutschen Schulen im Ausland.
Er ist Autor im Bundesverband der Friedrich-Bödecker-Kreise e. V., Mitglied bei Kindermusik.de sowie im Verwaltungsrat der VG Musikedition. Die CD-Produktionen "Biber-Fieber" und "Tausend Träume" erhielten 2020 einen 3. Platz beim Deutschen Rock- und Poppreis für das beste Kinderlieder-Album. 2021 wurde seine Produktion "Raps für Kinder" (Fidula-Verlag) ebenfalls mit dem 3. Platz in dieser Kategorie ausgezeichnet.

## Veröffentlichungen

### Bücher
- „Blütenstaub im Gegenwind“ – Lieder für Gitarre. Edition Venceremos Verlag 1978
- „Zwischen Disco und Dis-Dur“ – Musik im Jugendzentrum. 1980
- „Kinderlieder zum Einsteigen und Abfahren“ – mit B. Meyerholz – 56 Spiel- und Aktionslieder. Voggenreiter Verlag 1986
- „Jump down, turn around“ – Action songs for English. Cornelsen 1990
- „Praxishandbuch Rockmusik in der Jugendarbeit“. Leske+Budrich Verlag 1993
- „Bewegungslieder für Kinder“ – Kleine Kinder bewegen sich gern und hören ständig Musik. Rowohlt-Verlag 1994
- „Kinderleichte Kanons“ – zum Singen, Spielen, Sprechen und Bewegen. Ökotopia 1996
- „Meine Biber haben Fieber“ – das kunterbunte Kinderliederlesespielhör- und Bilderbuch. Baumhaus-Verlag 1996
- „Nils und der Nikolaus“ – Ein Nikolauslesebuch mit 5 nikoläusischen Liedern. Baumhaus Verlag 1997
- „Aquaka della Oma“ – 88 alte und neue Klatsch- und Klanggeschichten aus aller Welt. Ökotopia Verlag 1998
- „Spiellieder mit Pfiff“ – Spaß und Bewegung für Kinder ab zwei. Rowohlt-Verlag 1999
- „Kinderlieder-Festival“ – mit J. Moser – Für Keyboard. Voggenreiter Verlag 2000
- „Kunterbunte Bewegungshits“ – 88 Lieder, Verse, Geschichten und Spielideen für Kids im Vor- und Grundschulalter. Ökotopia Verlag 2002
- „Musik mit den ganz Kleinen“ – Spiel und Spaß von 1–4, Lernen mit allen Sinnen. Rowohlt-Verlag 2003
- „Englische Bewegungshits“ – mit B. Schanz-Hering – die englische Sprache mit Spiel, Rhythmus, Musik und Bewegung erleben und vermitteln. Ökotopia 2004
- „Schneeflocken tanzen“ – mit R. Horn – Bewegungslieder und Spieltipps in der Winterzeit, von Kürbiskopf bis Karneval. Kontakte Musikverlag 2005
- „Bewegungshits von Moskau bis Marokko“ – Interkulturelle Lieder, Klatschverse und rhythmische Spielideen. Ökotopia 2006
- „Fingerspiele von fern und nah“ – Spielverse und Bewegungslieder aus 30 Ländern von Hamburg bis Hawaii. Ökotopia 2006
- „Kunterbunte Fingerspiele“ – Fantastisch viele Spielverse und Bewegungslieder für Finger und Hände. Ökotopia 2006
- „Trio Kunterbunt Hits“ – mit B. Meyerholz – 52 tolle Kinderlieder zum Mitmachen. Kontakte-Musikverlag 2006
- „Kunterbunte Tanzspielhits“ – mit H. Zachmann – Pfiffige Kindertanzprojekte mit Liedern, Bewegungsideen, Reimen und Spielaktionen. Ökotopia 2008
- „Kunterbunt bewegte Winterzeit“ – Singen, spielen, turnen und tanzen zur Winter- und Weihnachtszeit. Ökotopia 2010
- „Sing and play hooray“ – mit B. Schanz-Hering – mit über 40 schwungvollen, lustigen Liedern und Spielanregungen die englische Sprache erleben. Ökotopia 2011
- „Das Klanggeschichten-Buch“ – mit Stimme, Geräuschen und Instrumenten Geschichten erzählen. Ökotopia 2016
- „Der Nikolaus hat viel zu tun“ – mit B. Meyerholz – Alle Geschenke in einer einzigen Nacht? Mini-Bilderbuch und Bildkarten-Set (DIN A3). Don Bosco Verlag 2017
- „Meine Biber haben Fieber“ – mit B. Meyerholz – Mini-Bilderbuch und Bildkarten-Set (DIN A3). Don Bosco Verlag 2017
- „Lebensfreude in aller Welt“ – 40 Spiellieder aus 30 Ländern. Schauhoer-Verlag 2018
- „Mit zehn Fingern um die Welt“ – 130 Hand- und Bewegungsspiele für Kinder von 0-6. Buch incl. Audio-Beispiele online. Helbling Verlag 2018
- "Sternenfänger" – mit B. Meyerholz – Trio Kunterbunt – die schönsten Lieder. Helbling-Verlag 2020

### Bücher mit CD
- „Komm, wir spielen“ – Kinderlieder zum Mitmachen. Fidula Verlag 1983
- „Kinderlieder zum Einsteigen und Abfahren“ – 60 Kinderlieder mit Noten, Texten, Gitarrenbegleitung und Spielanregungen. Voggenreiter 1994
- „Lieder zum Turnen und Toben“ – Bewegungslieder, die das Interesse der Kinder wecken und fördern. Meyer & Meyer Verlag 2000
- „Musik- und Bewegungsspiele“ – Move to the music. Meyer & Meyer Verlag 2005
- „1000 tolle Töne“ – Kinderlieder mit einfachen Begleitungen für Orff-Instrumente. Schott Music Verlag 2007
- „Musikmäuse“ – Lieder, Tänze und Spielideen für die Kleinsten. Schott Musik Verlag 2010
- „100 bunte Kanonhits“ – Sing- und Sprechkanons für jede Gelegenheit. Helbling Verlag 2010
- „Kunterbuntes Klangkarussell“ – Singen mit Kindern, Liedbegleitung mit einfachen Instrumenten, pfiffige Bewegungsideen. Ökotopia Verlag 2011
- „Sieh mal, was ich kann!“ – 50 Bewegungslieder für die Kleinen. Schott Music Verlag 2012
- „Gitarre lernen mit Kinderliedern“ – Griff für Griff zur Liedbegleitung Helbling Verlag 2014
- „Kunterbunte Hits für die Kleinsten“ – Musik-, Spiel- und Sprachangebote für U3-Kinder. Ökotopia Verlag 2014
- „Vier Jahreszeiten-Musicals“ – Vier Kindermusicals für Kita, Grundschule und Musikschule. Schott Music Verlag 2015
- „Kunterbunte Spaß- und Spielmusik mit Kindern“ – Singen mit Kindern, Tanzspiele und Klanggeschichten. Alfred Musik Verlag 2016
- „Kinderlieder zum Einsteigen und Abfahren“ – aktualisierte Neuauflage – 52 Lieder zusammengestellt als Gitarrenbuch mit vielen Tipps und Spielanregungen. Alfred Musik Verlag 2017
- „Meine besten Bewegungslieder“ – 19 bewährte Bewegungshits. Edition Kubu 2019
- „Leichter Deutsch lernen mit Musik“ – Medienpaket für Kita und Grundschule. Don Bosco Verlag 2019
- „Das Kinderlied Festival“ – Das Beste von 64 Kinderliedermacher/innen. Alfred Music Verlag 2019
- "Raps für Kinder" mit Textworkshop. Fidula Verlag 2020
- "Kreativ mit Klangbausteinen - Lieder und musikalische Spiele" - Mit Audio-CD und Video-Tutorials, Schott Music Verlag 2021

### CDs – Solo
- „Aquaka della Oma“ -17 Lieder zum Mitmachen. Ökotopia Verlag 1998
- „Spiellieder mit Pfiff“ – Spaß- und Bewegung für Kinder ab 2. Polygram 1999
- „Kunterbunte Bewegungshits“ – Lieder zum Mitmachen, Tanzen und Mitsingen. Ökotopia Verlag 2002
- „Hoppladi Hopplada“ – Bewegungslieder mit den ganz Kleinen. Universal Music 2003
- „Bewegungshits von Moskau bis Marokko“ – Eine musikalische Länderreise zum Mitsingen und Mitmachen. Ökotopia Verlag 2006
- „Kunterbunte Fingerspiele“ – Bewegungslieder rund um die Hände. Ökotopia Verlag 2006
- „Fingerspiel-Lieder von fern und nah“ – Fingerspiellieder aus 15 Ländern. Ökotopia Verlag 2009
- „Kunterbunte bewegte Winterzeit“ – Spiel- und Bewegungslieder zur Winter- und Weihnachtszeit. Ökotopia Verlag 2010
- „Bunte Kanonhits“ – 60 Sing- und Sprechkanons für jede Gelegenheit. Helbling Verlag 2010
- „Sommer, Sonne, blaues Meer“ – 20 groovige Kinderhits zum Lachen und Träumen. Helbling Verlag 2014
- „Zwei lange Schlangen“ – Die 30 feinsten Mitmachhits für die Kleinsten. Universal Music 2014
- „Lebensfreude in aller Welt“ – Doppel-CD – Spiellieder aus 30 Ländern. SchauHoer Verlag 2018

### CDs – Hörspiele und Musicals
- „Das Märchenschloss“ – Der klingende Adventskalender. Dacor Art & Music. 1999
- „Fitti Fits gesunde Hits“ – Abenteuer im Neugesundland. Universal Music Verlag 2000

### CDs – mitTrio Kunterbunt
- „Komm wir spielen“ – "Kunterbunt" – Der Klassiker. Fidula Verlag 1983
- „Sternenfänger“ – Spielideen für Kinder. Polygram 1992
- „Marzipan beim Fahrradfahr’n“ – Lieder für Kinder ab 6 Jahren. Polygram 1994
- „Meine Biber haben Fieber“ – Elf starke Kinderlieder. Baumhaus Verlag 1996
- „Land der tausend Träume“ – Für kleine und große Leute ab 4 Jahren. Polygram 1997
- „Purzelbaum und Kissenschlacht“ – Turnen und Toben mit dem Trio Kunterbunt. Deutscher Turner-Bund 1998
- „Trio-Kunterbunt-Hits“ – Doppel-CD – 52 tolle Kinderlieder zum Mitmachen. Kontakte-Musikverlag 2006
- "Biber-Fieber" – Trio Kunterbunt – 25 starke Kinderhits, Helbling Verlag 2020
- "Tausend Träume" – Trio Kunterbunt – 25 traumhafte Kinderhits, Helbling Verlag 2020

### CDs – mit anderen Co-Autoren
- „Klitzekleine Riesen“ – mit Bernd Meyerholz – Bewegungslieder für Kinder. Polygram 1994
- „Riesengroße Zwerge“ – Mit Bernd Meyerholz – Bewegungs- und Spielideen für Kinder. Polygram 1995
- „Märchenschloss“ – mit Bernd Meyerholz – Der klingende Adventskalender. Dacor Art& Music 1999
- „Alarm, Alarm“ – mit Robert Metcalf, Günter Staniewski u. Bernd Meyerholz – Lieder und Geschichten von der Feuerwehr. Universal-Musik 2001
- „Englische Bewegungshits“ – mit Brigitte Schanz-Hering – Englischsprachige Lieder zum Mitmachen. Ökotopia Verlag 2004
- „Schneeflocken tanzen“ – mit Reinhard Horn – Bewegungslieder und Spieltipps in der Winterzeit. Kontakte Musikverlag 2005
- „Kunterbunte Tanzspielhits“ – mit Helga Zachmann – Lieder mit Gesang und Playbacks. Ökotopia 2008
- „Best of Kindermusik“ – mit dem Netzwerk Kindermusik.de – PSST-Musik Verlag 2008
- „Sing and play – hooray!“ – mit Brigitte Schanz-Hering – Die englische Sprache erleben und erlernen mit 41 Spiel- und Bewegungsliedern. Ökotopia Verlage 2011
- "42 starke Kinderlieder für eine bessere Welt – Netzwerk Kindermusik.de 2020
- "Sing & Move in English", mit Brigitte Schanz-Hering - Doppel-CD - Helbling-Verlag 2021

## Filme
- „Wolfgang Hering und kunterbuntes Ensemble“
- „Wolfgang Hering: Ich sage Hallo“
- „Wolfgang Hering: Sommer, Sonne, blaues Meer“
- „Wolfgang Hering: Der Unterwasserclub“
- „Wolfgang Hering: Malermeister Markus Mumm“
- „Wolfgang Hering: Zwei lange Schlangen“
- „Wolfgang Hering: Meine Biber haben Fieber“
- „Wolfgang Hering: Schubidua -Tanz“